# Catedral de Bamberg

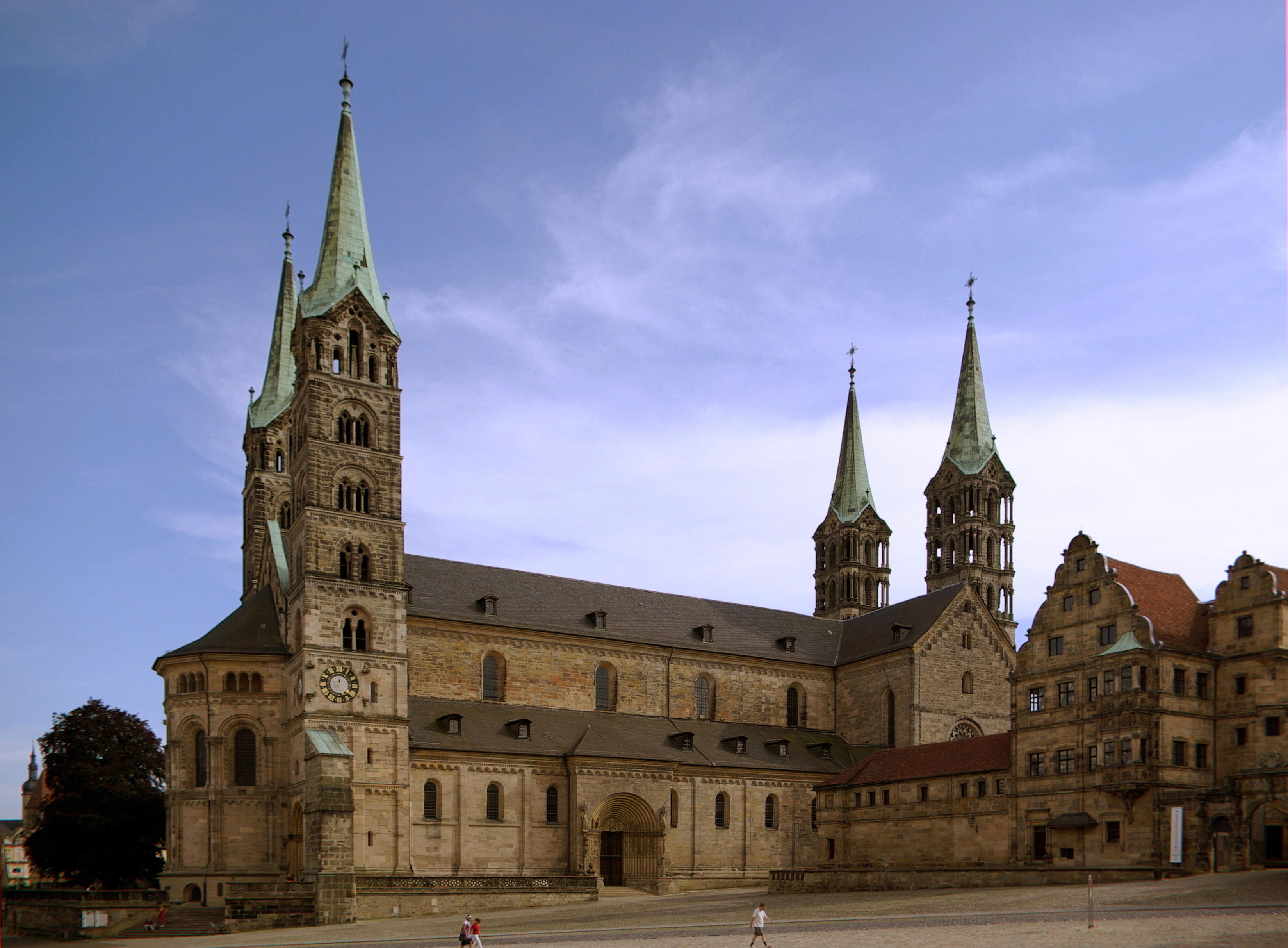
Catedral de Bamberg

A Catedral de São Pedro e São Jorge de Bamberg, ou, na sua forma portuguesa, de Bamberga, é um dos mais importantes monumentos da arquitetura românica e da arquitetura gótica alemã.
Foi fundada de 1004 pelo imperador Henrique II, terminada em 1012 e consagrada no mesmo ano, mas foi parcialmente destruída pelo fogo em 1081. Foi reconstruída em 1111 e no século XIII recebeu sua forma final. 
Tem 94 m de comprido, 28 m de largo e 21 m de altura, e suas torres se elevam a 81 m. Possui muitas obras de arte em seu interior, incluindo uma tumba da imperatriz Cunegunda de Luxemburgo que é considerada a melhor criação de Tilman Riemenschneider, e um grande retábulo de Veit Stoss. Outro de seus tesouros é uma estátua equestre na fachada, o célebre Cavaleiro de Bamberg.
O Papa Clemente II está sepultado na catedral.

## Galeria de imagens

Catedral de Bamberg - Bamberger Dom
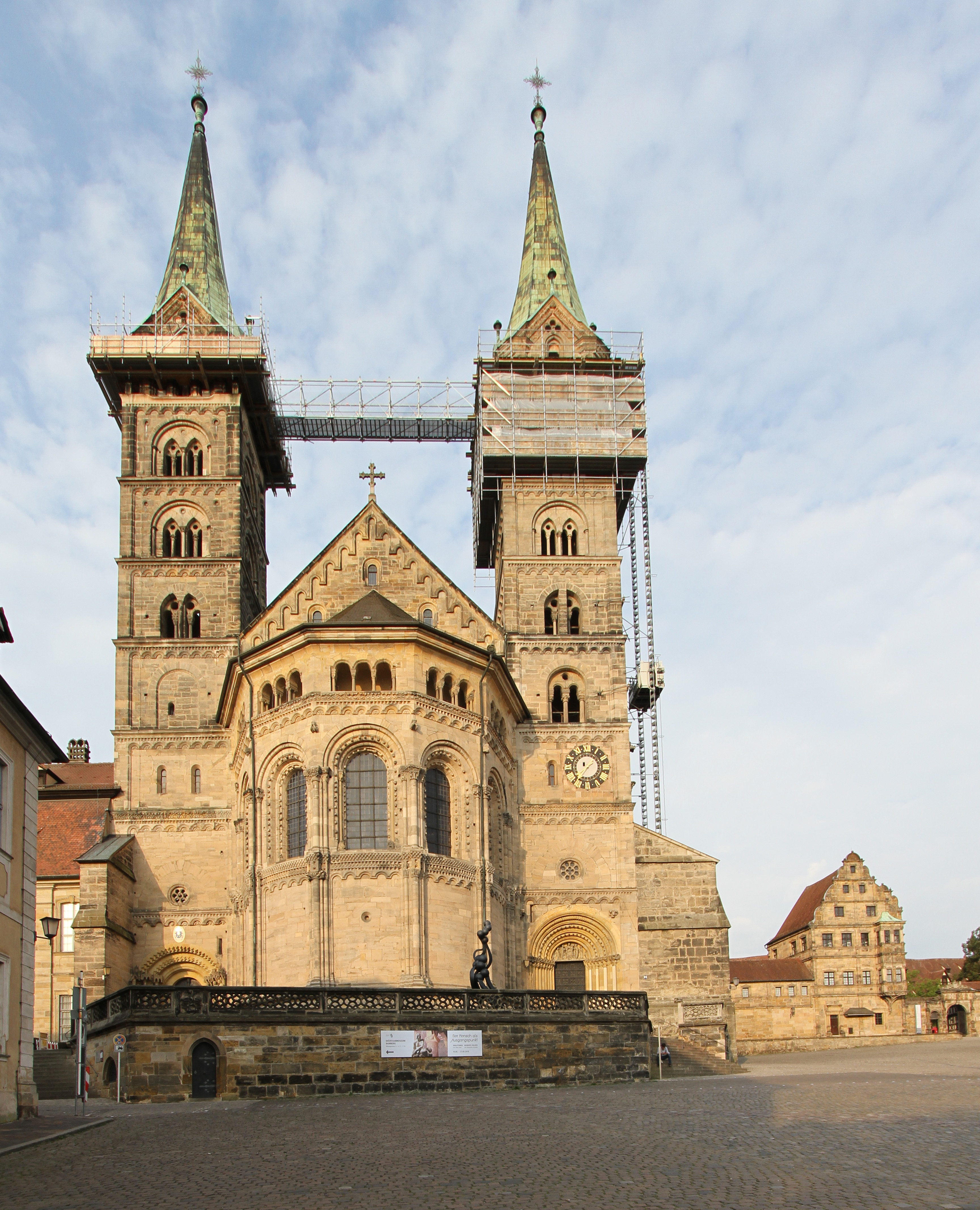
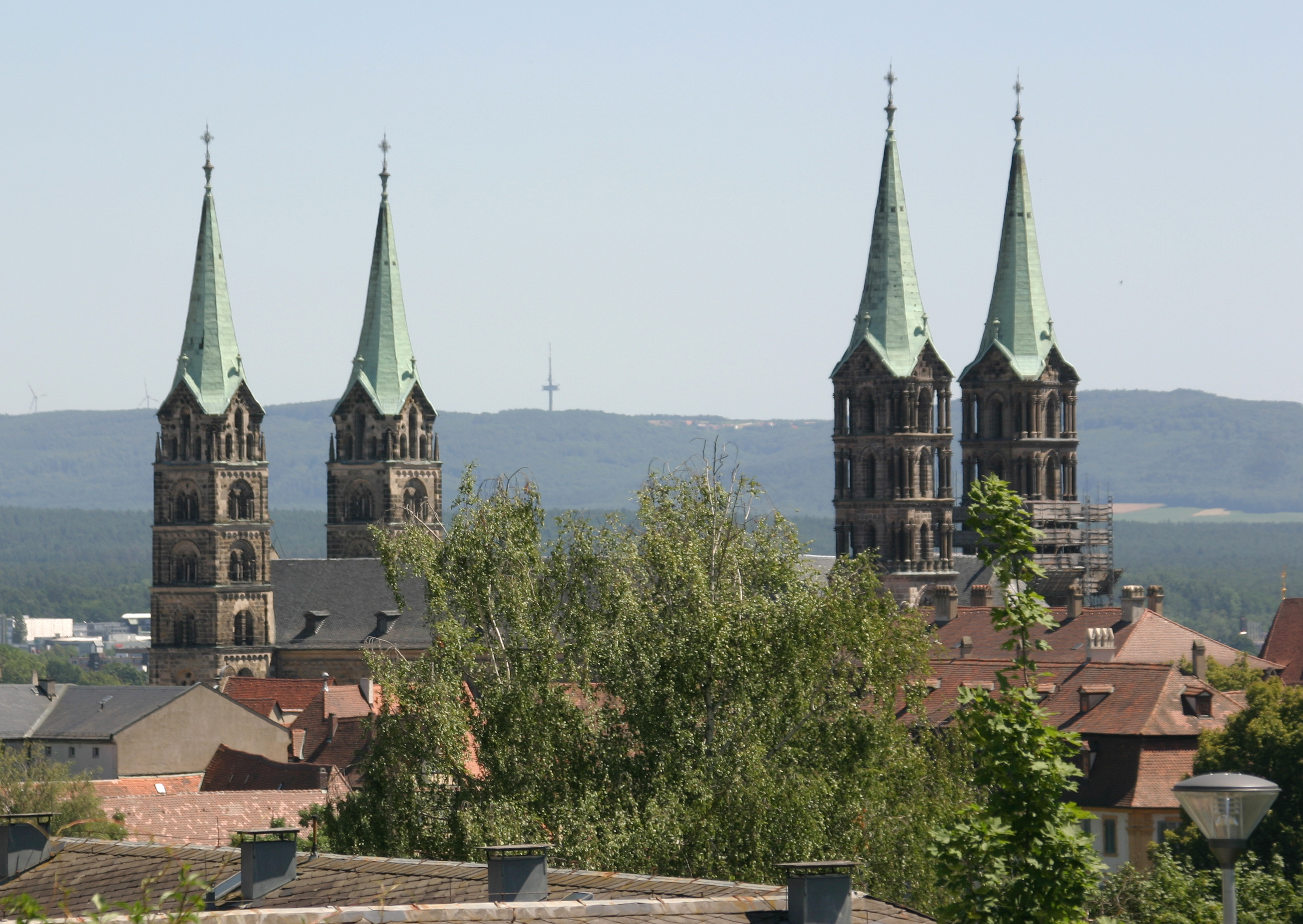
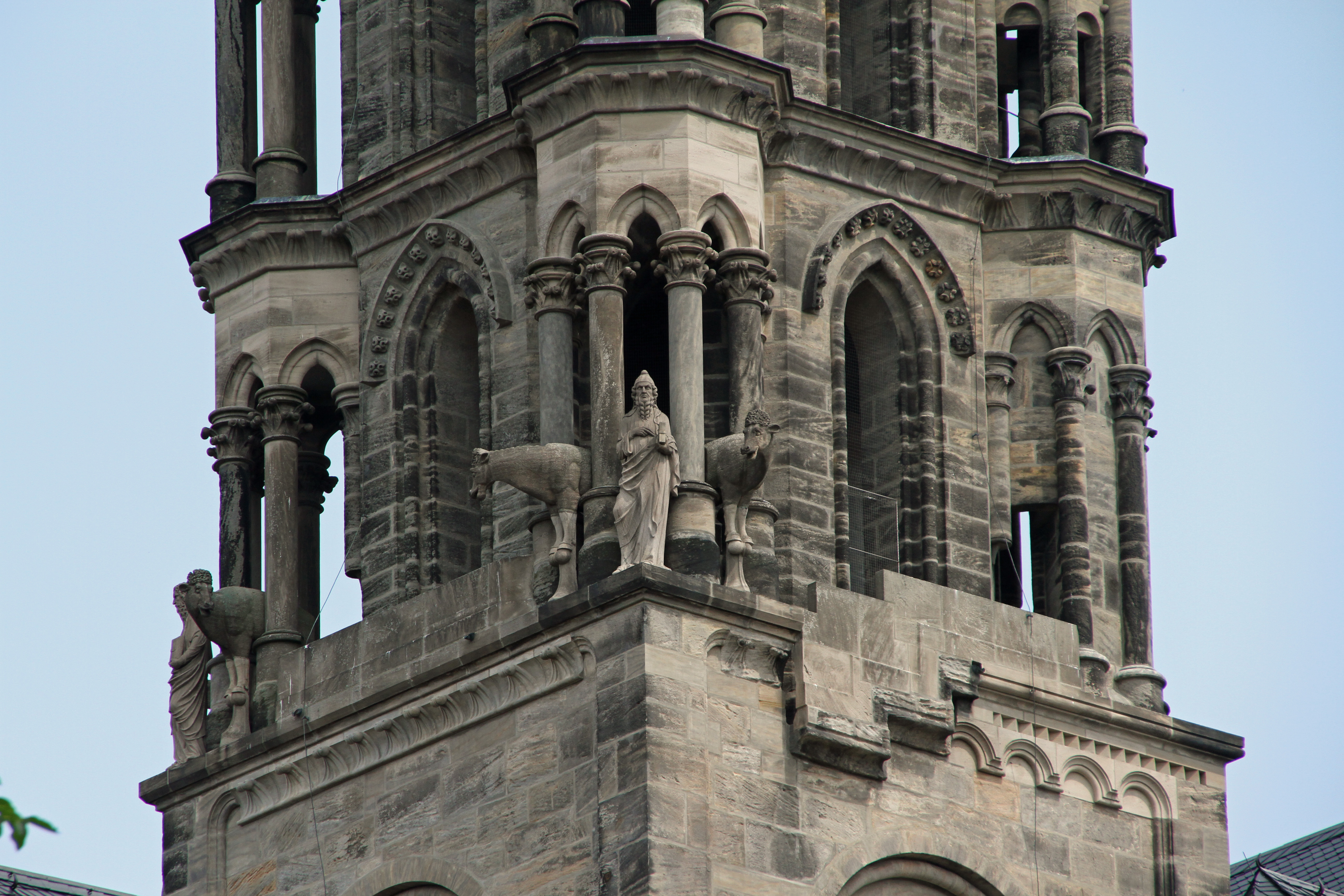
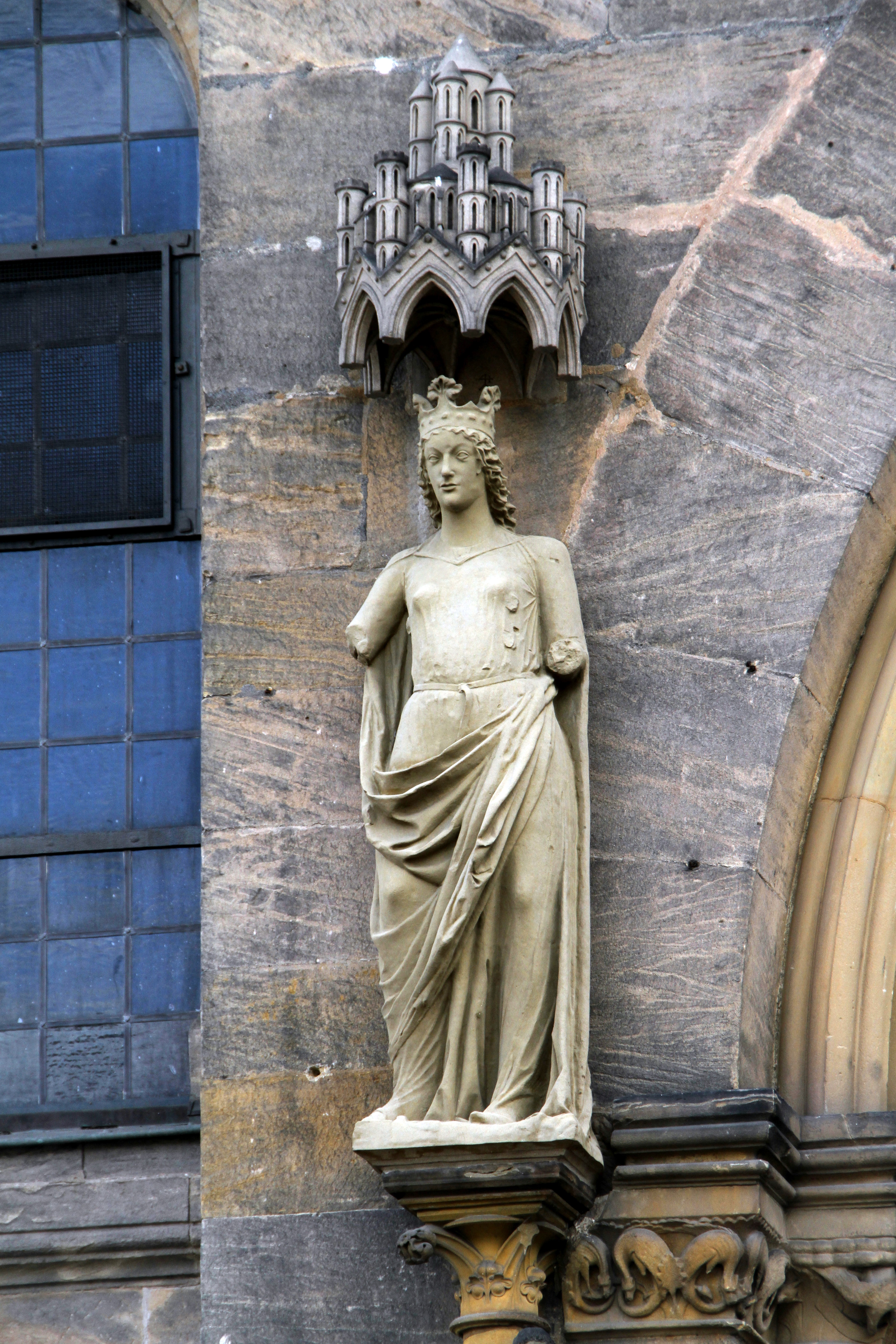
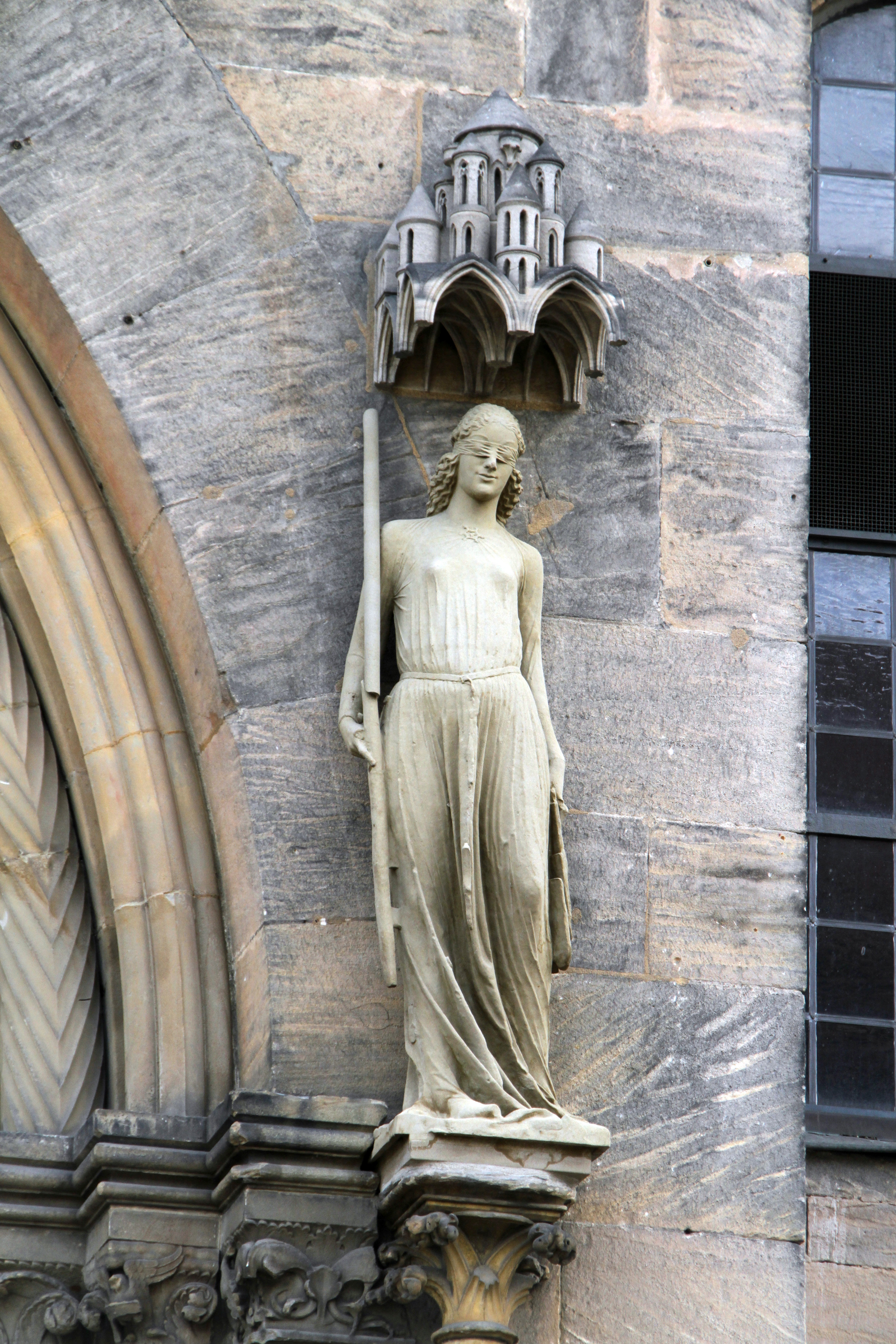
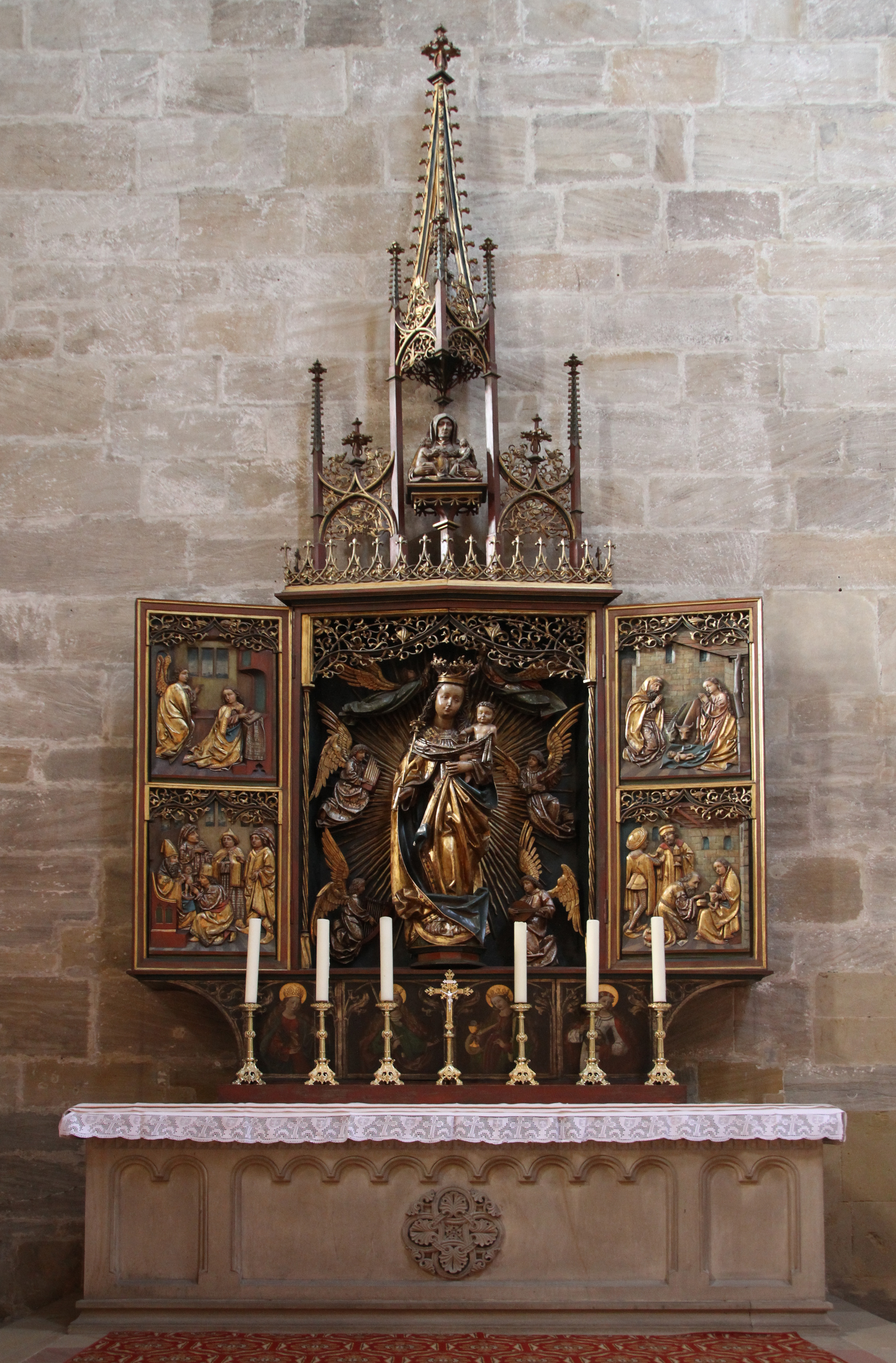
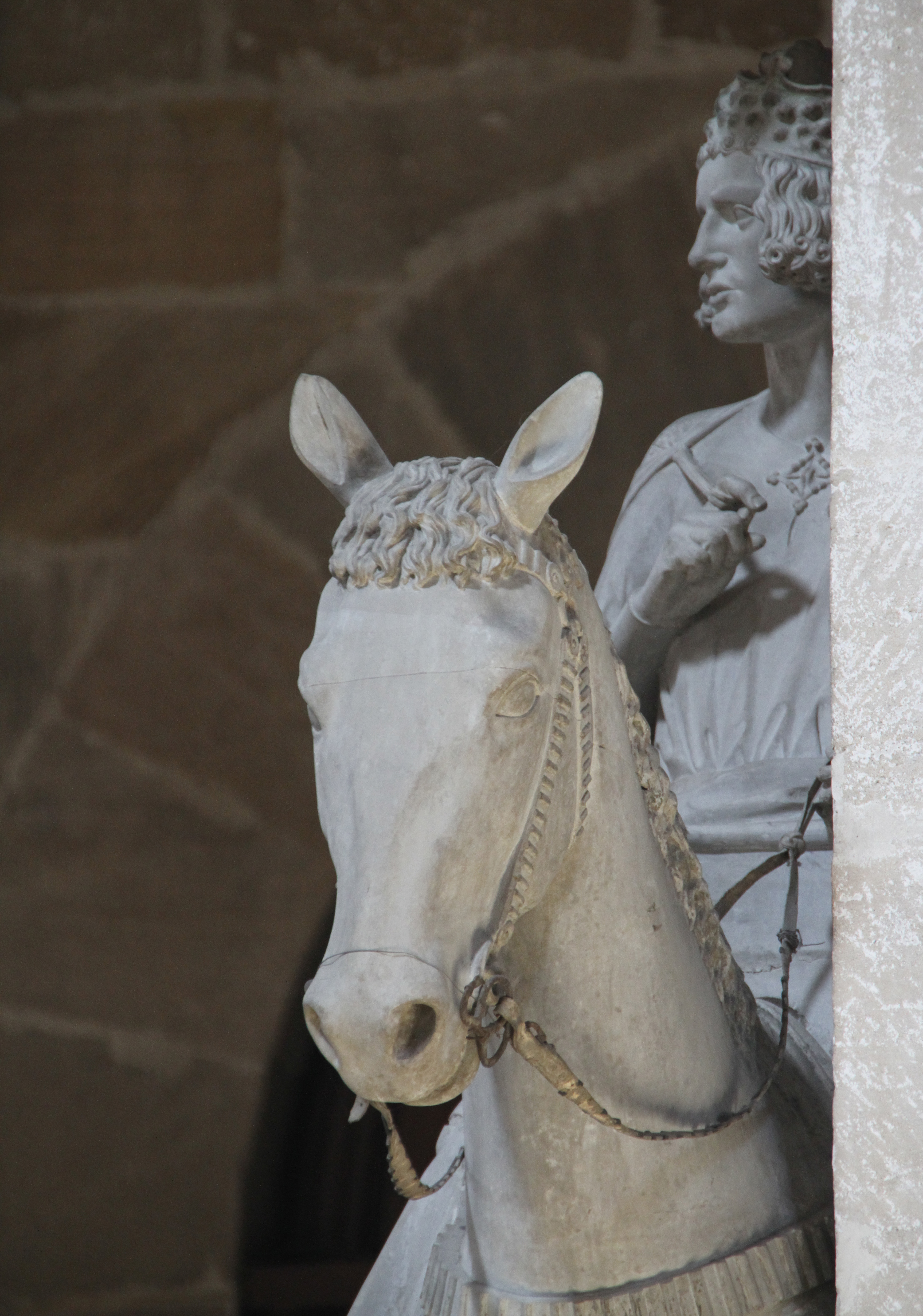
Cavaleiro de Bamberg
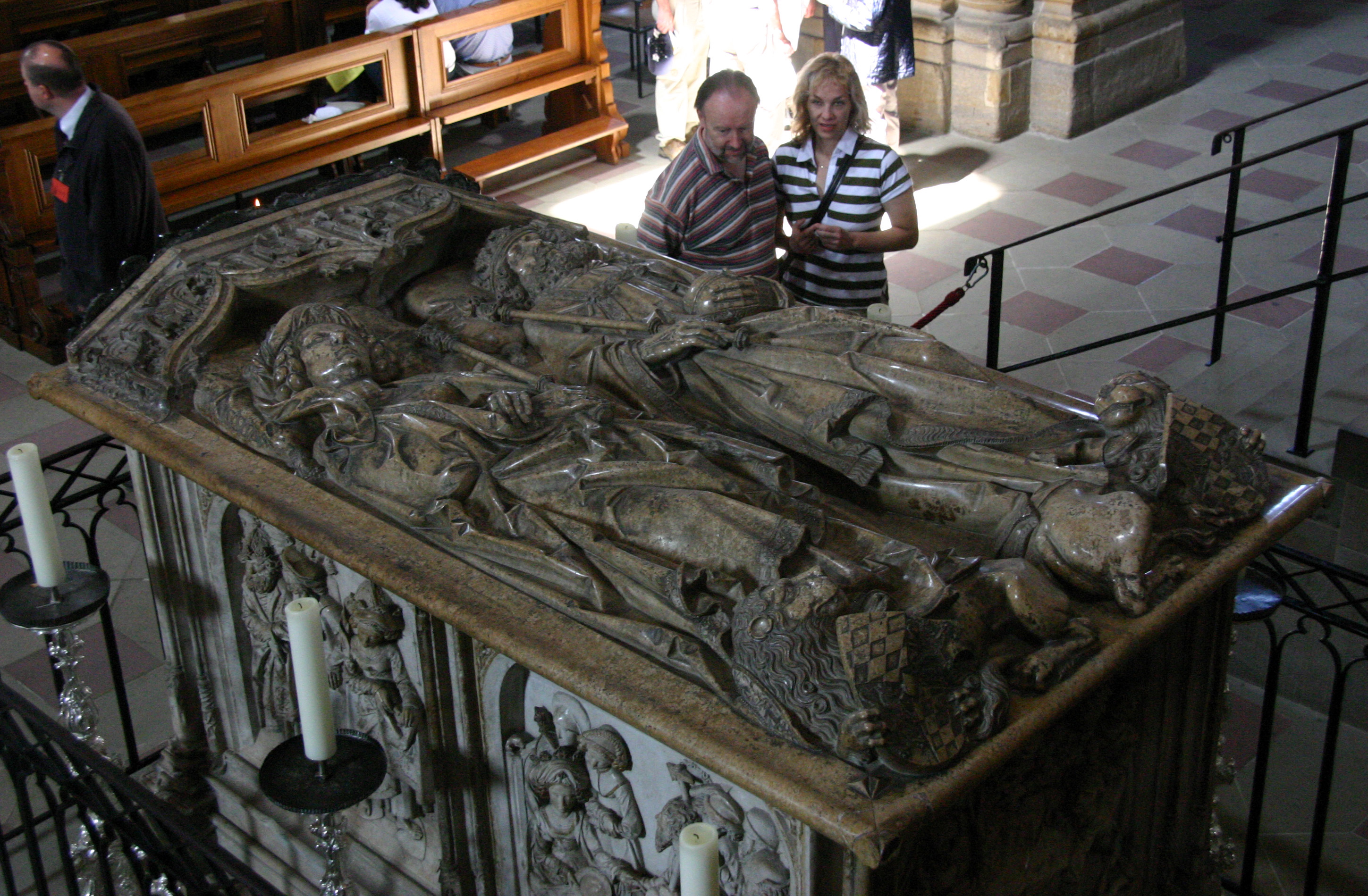
Tumba da Cunegunda e Henrique II